# بيني كومس
بيني كومس (بالإنجليزية: Penny Coomes)‏ (مواليد 6 أبريل 1989) راقصة جليدية إنجليزية تمثل بريطانيا العظمى. مع شريكها نيكولاس باكلاند ، هي صاحبة الميدالية البرونزية لبطولة التزلج على الجليد في أوروبا لعام 2014 وفازت بستة ميداليات دولية أخرى. هم أيضًا أبطال بريطانيون خمس مرات (2012 و 2013 و 2014 و 2016 و 2018) ، وتنافسوا ثلاث مرات في الألعاب الأولمبية الشتوية ، في 2010 و 2014 و 2018.

## روابط خارجية
- بيني كومس على موقع الاتحاد الدولي للتزلج (الإنجليزية)
- بيني كومس على موقع اللجنة الأولمبية الدولية (الإنجليزية)
- بيني كومس على موقع أوليمبيديا (الإنجليزية)
- بيني كومس على موقع اللجنة الأولمبية البريطانية (الإنجليزية)